# Brayton Biekman
Brayton Biekman (Den Haag, 16 december 1978) is een Nederlands voormalig voetballer die als aanvaller speelde. 

## Loopbaan
Op amateurniveau speelde Biekman voor RVV LMO en verdiende een 2 jarig contract d.m.v. 2 testwedstrijden bij jong FC Utrecht waar hij de amstel malt cup won ten kosten van SC Heerenveen en hij de winnende doelpunt in de finale maakten. Door die bekerwinst mocht jong FC Utrecht zich opmaken voor de grote Amstel Cup waar ze in de poulefase PEC Zwolle van Arne Slot troffen. na 2 goals van onder meer Arne was het Brayton Biekman die vlak voor tijd met een knappe kopbal de 3-3 maakte en zijn eerste doelpunt in betaald voetbal produceerde. 
Zijn professionele debuut bij een eerste elftal maakte hij op 17 augustus 2003 voor FC Den Bosch in de met 1-3 gewonnen uitwedstrijd bij Haarlem.
Hij maakte deel uit van de selectie van FC Den Bosch, die in het seizoen 2003/04 onder leiding van trainer-coach Gert Kruys rechtstreekse promotie wist af te dwingen naar de eredivisie. Na 41 wedstrijden en 3 doelpunten werd hij halverwege het seizoen 2004/2005 verhuurd aan Excelsior, waar hij 16 wedstrijden speelde en 3 keer scoorde. Aan het begin van het seizoen 2005/2006 ging hij terug naar het toen net gedegradeerde FC Den Bosch. Na 9 wedstrijden en 1 goal ging hij weer naar Excelsior, waarmee hij in 2006 promoveerde. Na 15 wedstrijden zonder goals vertrok hij naar Rijnsburgse Boys in de Zaterdag Hoofdklasse A. Met die club pakt hij in 2007 de titel in de Hoofdklasse A. Na twee jaar vertrok hij uit Rijnsburg. In seizoen 2008-2009 was Biekman actief bij DOVO. Daarna speelde hij onder andere bij Elinkwijk en FC Lienden. In 2019-2020 speelde Biekman voor VV Smitshoek, in 2021 is Biekman voor Hvc Amersfoort gaan voetballen.